# Pseudohemihyalea ambigua
Pseudohemihyalea ambigua là một loài bướm đêm thuộc phân họ Arctiinae, họ Erebidae. Nó được tìm thấy ở miền nam Wyoming to Durango, México.
Chiều dài cánh trước là khoảng 24 mm đối với con cái và 22 mm đối với con đực. Con trưởng thành bay từ tháng 6 đến tháng 8.
Ấu trùng ăn Pinus ponderosa.